# /etc
/etc (от лат. et cetera — и так далее) — каталог файловой системы в стандарте FHS, содержащий конфигурационные файлы большинства системных утилит и программ UNIX-подобных ОС.
Редактирование этих файлов влечёт за собой изменения для всех пользователей системы (в отличие от скрытых файлов в домашнем каталоге /home/user, затрагивающих только конкретного пользователя — их имена начинаются с символа «.»), поэтому изменять что-либо в данном каталоге может только root.
| /etc/opt/  | Файлы конфигурации для /opt/.                 |
| /etc/X11/  | Файлы конфигурации X Window System версии 11. |
| /etc/sgml/ | Конфигурационные файлы SGML.                  |
| /etc/xml/  | Конфигурационные файлы XML.                   |

## Примеры
- /etc/rc.d/rc.local — управление загрузкой системы
- /etc/passwd — база данных пользователей
- /etc/X11/xorg.conf — конфигурационный файл Х-сервера
- /etc/syslog (или /etc/rsyslog.conf) — конфигурационный файл управления системным логгером для журналирования syslog
- /etc/hosts — база данных доменных имён